# Nicola Marconi
Nicola Marconi (ur. 18 maja 1842 w Trydencie, zm. 9 kwietnia 1930 w Pult) – włoski biskup rzymskokatolicki, biskup ordynariusz Pultu w latach 1891–1911, biskup senior diecezji Pultu, oraz arcybiskup tytularny armeńskiej diecezji historycznej Theodosiopolis (dziś Erzurum) w latach 1911–1930.